# Liste de ponts des Émirats arabes unis
Cette liste de ponts des Émirats arabes unis a pour vocation de présenter une liste de ponts remarquables des Émirats arabes unis, tant par leurs caractéristiques dimensionnelles, que par leur intérêt architectural ou historique.

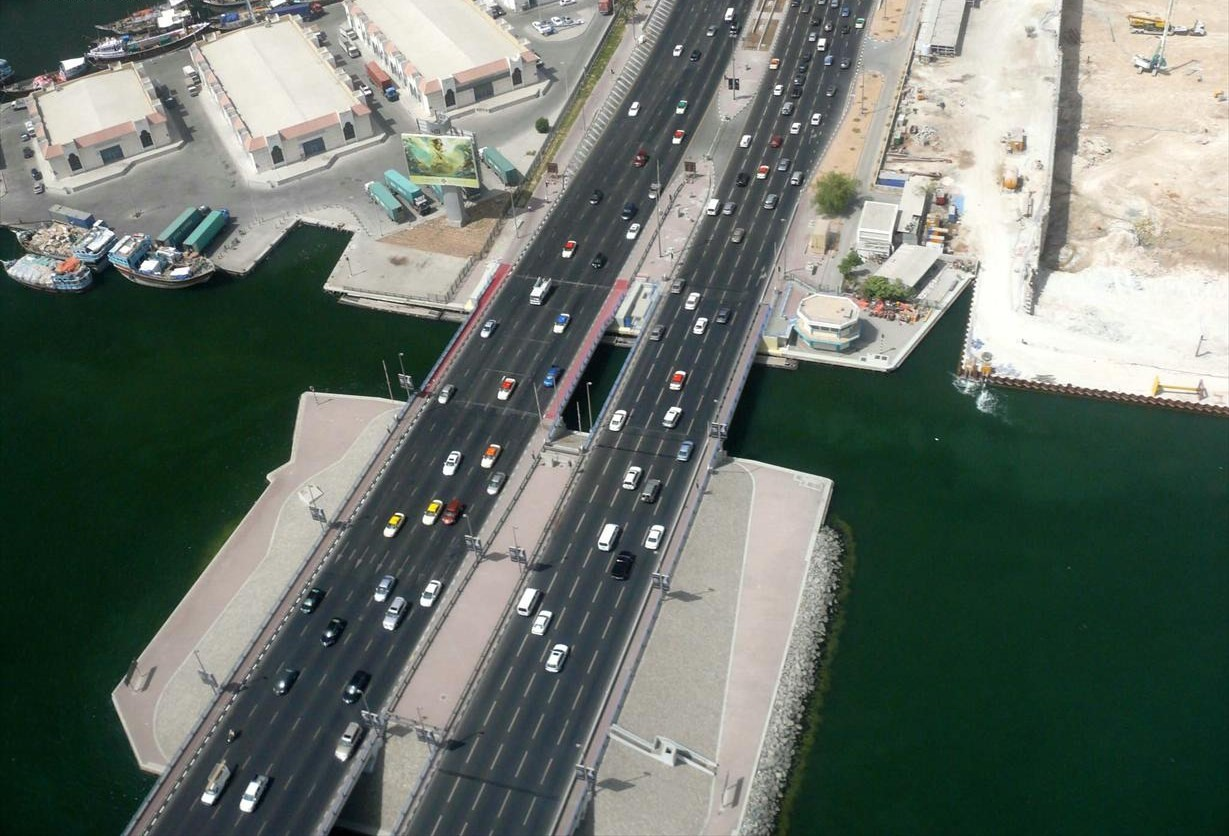
Le pont Al Maktoum.

Elle est présentée sous forme de tableaux récapitulant les caractéristiques des différents ouvrages proposés, et peut-être triée selon les diverses entrées pour voir ainsi un type de pont particulier ou les ouvrages les plus récents par exemple. La seconde colonne donne la classification de l'ouvrage parmi ceux présentés, les colonnes Portée et Long. (longueur) sont exprimées en mètres et enfin Date indique la date de mise en service du pont.

## Grands ponts
Ce tableau présente les grands ouvrages des Émirats arabes unis (liste non exhaustive).
|  |   | Nom                                    | Arabe               | Portée  | Long. | Type                                                   | Voie portée Voie franchie                      | Date | Localisation                               | Émirats            | Ref.  |
|  | - | -------------------------------------- | ------------------- | ------- | ----- | ------------------------------------------------------ | ---------------------------------------------- | ---- | ------------------------------------------ | ------------------ | ----- |
|  | 1 | Pont Cheïkh Rashid bin Saeed en projet |                     | 667     | 1600  | Arc Béton, tablier suspendu 2x6 voies 667+560          | Ligne verte (Métro de Dubaï) Khor Dubaï        |      | Dubaï 25° 12′ 45,2″ N, 55° 20′ 31,5″ E     | Émirat de Dubaï    |       |
|  | 2 | Pont Cheikh Zayed                      |                     | 140     | 842   | Arc Béton, tablier intermédiaire 2x4 voies             | Sheikh Zayed Bin Sultan Road E10 Khor Al Maqta | 2010 | Abou Dabi 24° 25′ 26,2″ N, 54° 29′ 11,6″ E | Émirat d'Abou Dabi |       |
|  | 3 | Business Bay Crossing                  | معبر الخليج التجاري | 80 (x2) | 1600  | Poutre-caisson Béton précontraint 6+7 voies 55+80x5+55 | Al Khail Road Al Rebat Street Khor Dubaï       | 2007 | Dubaï 25° 13′ 37,6″ N, 55° 20′ 46,7″ E     | Émirat de Dubaï    |       |
|  | 4 | Pont Al Garhoud                        | جسر القرهود         |         | 520   | Poutre-caisson Béton précontraint 2x7 voies            | Sheikh Rashid Road Khor Dubaï                  | 2008 | Dubaï 25° 14′ 00″ N, 55° 20′ 16,2″ E       | Émirat de Dubaï    |       |
|  | 5 | Pont Al Maktoum                        | جسر آل مكتوم        |         |       | Poutres Béton précontraint 5+6 voies                   | Umm Hurair Road Khor Dubaï                     | 1963 | Dubaï 25° 15′ 06,3″ N, 55° 19′ 15,6″ E     | Émirat de Dubaï    |       |
|  | 6 | Pont flottant, Dubaï                   | الجسر العائم        |         |       | Pont flottant                                          | Al Ithihad Road Khor Dubaï                     | 2007 | Dubaï 25° 14′ 56,3″ N, 55° 19′ 33,4″ E     | Émirat de Dubaï    |       |
|  | 7 | Dubai Smile en projet                  |                     |         |       | Arc Tablier intermédiaire 2x6 voies                    | Khor Dubaï                                     |      | Dubaï 25° 14′ 55,3″ N, 55° 19′ 32,4″ E     | Émirat de Dubaï    | [ 1 ] |